# Monoicomyces nigrescens
Monoicomyces nigrescens är en svampart som beskrevs av Thaxt. 1900. Monoicomyces nigrescens ingår i släktet Monoicomyces och familjen Laboulbeniaceae.  Arten är reproducerande i Sverige. Inga underarter finns listade i Catalogue of Life.